# Намик Докле
Намик Хамза Докле (на албански: Namik Dokle) е албански политик, бивш заместник министър-председател на Албания.

## Биография
Роден е на 11 март 1946 година в Драч. По произход е горанин от село Борие, Кукъско. През 1970 година завършва висшето си образование (аграрна икономика и журналистика) в Тирана. През 1970-1983 година работи като журналист във вестник „Пуна“, а от 1983 до 1989 година е негов главен редактор. През 1991 г. е главен редактор на в. „Зъри и Популит“.
Намик Докле е един от ръководителите на Социалистическата партия на Албания след 1991 година. През 1991-2000 година е депутат от Социалистическата партия в албанския парламент. През 1992-1997 година е председател на парламентарната група на Социалистическата партия, както и заместник-председател на Социалистическата партия (1992-1996). През 2001-2002 година е председател на парламента на Република Албания.
В третото правителство на Фатос Нано (2002-2005) е заместник министър-председател. Владее испански, френски и руски език.